# 响水镇 (龙州县)
响水镇，是中华人民共和国广西壮族自治区崇左市龙州县下辖的一个乡镇级行政单位。

## 行政区划
响水镇下辖以下地区：
新街社区、响水村、平南村、龙江村、图强村、红阳村、棉江村、高峰村、四清村和鸣凤村。